# Mittegroßefehn
Mittegroßefehn is een plaats in de Duitse deelstaat Nedersaksen. Het dorp is onderdeel van de gemeente Großefehn in de Landkreis Aurich in Oost-Friesland. Mittegroßefehn is een veenkolonie gesticht in de zeventiende eeuw. In 1633 verleende graaf Ulrich II van Oost-Friesland aan vier kooplieden uit de stad Emden concessies om het veen te ontginnen naar Nederlands voorbeeld.
Zij kregen het gebied in erfpacht en mochten het ontgonnen veen, in eerste instantie 400 diemat, aan de kolonisten doorverpachten.
De oppervlaktemaat diemat of elders ook wel: dimt, is een voor deze streek typische aanduiding. Diemat betekent: dag-mate, de hoeveelheid weiland, die een goede boerenarbeider in één dag met de zeis kon maaien. In Oost-Friesland komt dit neer op ongeveer 5.700 m2 of 0,57 hectare.
Het dorp kreeg in 1857 een eigen, overwegend in de stijl der neogotiek gebouwde, evangelisch-lutherse kerk.
- Library of Congress Control Number: n80137565
- Nationale Bibliotheek van Israël: 987007561918005171
- Virtual International Authority File: 147749267